# ジェイ・レノ
ジェームズ・ダグラス・ミュア・「ジェイ」・レノ（James Douglas Muir "Jay" Leno、1950年4月28日 - ）は、アメリカ合衆国・ニューヨーク州ニューロシェル出身のコメディアン、俳優、声優、作家、プロデューサー、テレビ司会者。
1992年から2009年までNBCのトーク番組『ザ・トゥナイト・ショー・ウィズ・ジェイ・レノ』の司会を約17年もの間務め、同番組を制作するビッグ・ドッグ・プロダクションのオーナーでもある。2009年9月上旬、平日夜22:00からのゴールデンタイムのNBCのトーク番組『ザ・ジェイ・レノ・ショー』の司会を開始した。しかし2010年1月、『ザ・ジェイ・レノ・ショー』は打ち切りとなり、2010年3月1日より『ザ・トゥナイト・ショー・ウィズ・ジェイ・レノ』の司会に復帰し、司会者交代劇の中心人物となった。2014年2月6日、『ザ・トゥナイト・ショー・ウィズ・ジェイ・レノ』は最終回を迎えた。
映画俳優としても活動したことがあるが、有名ではない。身長180cm（5'11）。年収は3200万ドル（約32億円）にも上り、同国のセレブリティ収入ランキングでは23位に位置している。

## 生い立ち
1950年4月28日、ニューヨーク州ニューロシェルに保険の営業でニューヨークでイタリアのフルーメリからの移民の家庭に生まれた父アンジェロ(1910年–1994年)と、専業主婦でスコットランドのグリーノックで生まれ11歳でアメリカに渡った母キャサリン(旧姓ミュア、1911年–1993年)の下に生まれた。マサチューセッツ州アンドーヴァーで育ち、1973年ボストン市のエマーソン大学で言語聴覚療法学士を取得し、1973年、コメディ・クラブに出演し始めた。レノの兄パトリック (1940年5月12日-2002年10月6日)はベトナム戦争の退役軍人で弁護士として働いていたが、2002年、ガンの合併症で亡くなった。

## 経歴
1977年3月2日、『ザ・トゥナイト・ショー』のコメディのコーナーに初出演した。
1970年代、1976年の『Good Times 』のエピソード『J.J. in Trouble 』や同年の『Holmes & Yo-Yo 』パイロット版などのテレビやドラマの端役で出演していた。
1977年の映画『Fun with Dick and Jane 』にクレジット無しで出演した後、1978年の『American Hot Wax 』や『Silver Bears 』ではより良い役を演じた。
この時期に出演した他のドラマや映画は『Almost Heaven 』(1978年)、『One Day at a Time 』の『Going Nowhere 』(1979年)、『Americathon 』(1979年)、『ポリエステル』(1981年)、『Alice 』の『The Wild One 』(1981年)、『Laverne & Shirley 』の『Feminine Mistake 』(1979年)および『Do the Carmine 』(1983年)などである。
唯一の主演作はパット・モリタとダブル主演のビデオ映画『Collision Course 』(1989年)である。また『レイト・ナイト・ウイズ・デイヴィッド・レターマン』にも多数出演した。
2013年4月3日、NBCはレノが2014年ソチオリンピック開幕前日に『ザ・トゥナイト・ショー』の司会を降板し、後任にジミー・ファロンが就任することを発表した。

### 出演映画
| 年   | 題名                                                               | 役名                       | 特記事項                       |
| ---- | ------------------------------------------------------------------ | -------------------------- | ------------------------------ |
| 1977 | おかしな泥棒 ディック&ジェーン Fun with Dick and Jane              | Carpenter                  | (クレジット無し)               |
| 1978 | Almost Heaven                                                      | Danny                      |                                |
| 1978 | Silver Bears                                                       | Albert Fiore               |                                |
| 1978 | アメリカン・ホット・ワックス アラン・フリード物語 American Hot Wax | Mookie                     |                                |
| 1979 | Americathon                                                        | Larry Miller (Poopy Butt)  |                                |
| 1981 | ポリエステル Polyester                                             | Journalist on TV News      | (クレジット無し)               |
| 1983 | What's Up, Hideous Sun Demon                                       | Ishmael Pivnik             | (声)                           |
| 1989 | ベスト・コップ Collision Course                                    | Detective Tony Costas      | 初主演。1989年撮影、1992年発表 |
| 1993 | 恐竜大行進 We're Back! A Dinosaur's Story                          | Vorb                       | (声)                           |
| 1994 | フリントストーン/モダン石器時代 The Flintstones                    | Bedrock's Most Wanted Host |                                |
| 2000 | スペース・カウボーイ Space Cowboys                                 | ジェイ・レノ               |                                |
| 2003 | ふたりにクギづけ Stuck on You                                      | ジェイ・レノ               |                                |
| 2005 | ロボッツ Robots                                                    | Fire Hydrant               | (声)                           |
| 2006 | The Jimmy Timmy Power Hour 3: The Jerkinators!                     | Nega-Chin                  | (声)                           |
| 2006 | カーズ Cars                                                        | Jay Limo                   | (声)                           |
| 2006 | アイス・エイジ2 Ice Age: The Meltdown                              | Fast Tony                  | (声)                           |
| 2007 | Christmas Is Here Again                                            | The Narrator               | (声)                           |
| 2008 | Scooby-Doo and the Goblin King                                     | Jack O'Lantern             | (声)                           |
| 2008 | Igor                                                               | King Malbert               | (声)                           |
| 2008 | Unstable Fables: Tortoise vs. Hare                                 | Murray Hare                | (声)                           |
| 2015 | テッド2 Ted 2                                                      | 本人                       |                                |

### 『ザ・トゥナイト・ショー・ウィズ・ジェイ・レノ』
1987年より『ザ・トゥナイト・ショー・スターリング・ジョニー・カーソン』にゲスト司会者として出演していた。
1992年、同番組の前司会であったジョニー・カーソンが引退。1954年より続く歴史あるトーク番組の新司会の座はレノとデイヴィッド・レターマンの2人に絞られた。
世間的には1982年より同番組の後に編成される番組『レイト・ナイト・ウィズ・デイヴィッド・レターマン』の司会を長年務め（1982年 - 1993年）、コメディアンとして一枚上手だったレターマンにその座が渡されるという見方が強かったが（通常、アメリカのトーク番組で司会が入れ替わる場合は、番組に追従しているトーク番組の司会が格上げになることが多い）結果的にスタンダップ･コメディアンであったレノが新司会の座に着いたのだった。
この新司会座争いは『ザ・レイト・シフト』という書籍およびテレビ映画にもなった。この事からレターマンとレノの不仲は有名であり（しかし両者ともネタにはしている）、レノは2005年の『ニューヨーク・タイムズ』紙のインタビューで「レターマン氏とはもう13年近く会っていない」と述べた。
1993年、レターマンはCBSと契約、同時間帯に『レイト・ショー・ウィズ・デイヴィッド・レターマン』を立ち上げた。そしてレノとレターマンの両番組の熾烈な視聴率争いが始まった。1995年まではレターマンが勝っていたが、それ以後はレノが勝ち続けている。
1998年、番組にプロレスチーム「WCW Road Wild」をサウスダコタ州ストラジスより招き、番組のバンドリーダー・ケビン・ユーバンクス、プロレスラーのダラス・ペイジと共にレノはハルク・ホーガン、エリック・ビショフと戦った。このマッチではレノチームが勝った（のびるケビンはビショフに決められたダイアモンド・クラッターという技でのびた）。
2001年、ニコロデオンで放送しているアニメの『Oops!フェアリーペアレンツ』のスーパーヒーローであるクリムゾン・アーゴの声を担当している。
基本的に大胆で派手なパフォーマンスを見せるが、時にセンシティブな表情もうかがわせる。2001年のアメリカ同時多発テロ事件後の放送では普通のオープニングトークを止め、「何が起こったのか!?」と神妙に述べた。
2003年のコロンビア号空中分解事故の時も同様のパフォーマンスを行った。
2002年のソルトレークシティオリンピックのフィギュアスケート競技でカナダのペアスケート選手が論争を巻き起こした時、番組に招きカナダの国旗を振りながらカナダの国歌を熱唱した。
ジョニー・カーソンが2005年1月に死去した際は一夜だけ彼に賛辞を述べる番組内容に切り替えた。
2003年5月12日、NBCのニュース番組『トゥデイ』のキャスターだったケイティ・コーリック（現：『CBSイブニングニュース』キャスター）と司会を交代する形で番組を進行。この時レノは『トゥデイ』に出演した。
2004年、NBCとの契約を2009年まで延長した。同時にNBCはコナン・オブライエンと2009年からの後任として契約した。
2004年9月27日、『ザ・トゥナイト・ショー』の50周年記念放送で2009年限りで番組を引退すると発表。次期司会には現在『レイト・ナイト・ウィズ・コナン・オブライエン』の司会を務めているコナン・オブライエンがその座に着いた。
『フォーブス』誌の発表によると2005年の彼の年収は3200万ドル（約37億円）。これはライバル、デイヴィッド･レターマンの4000万ドル（約46億円）に比べるとかなり少ない。これはレターマンの番組が彼自身のプロダクションが立ち上げた番組であるのに対し、レノの番組は別にレノが立ち上げたわけではなく、彼のプロダクションに入る収入がレターマンより少ないものと見られている。
2007年-2008年全米脚本家組合ストライキの間、レノは番組冒頭の脚本が全米脚本家組合のガイドラインに違反していると訴えられた。NBCとレノは全米脚本家組合と私的な会合を持ち、これについて協定を結んだと主張したが、全米脚本家組合は会合自体を否定した。
2009年2月と6月にレノは全米脚本家組合西海岸支部の質疑応答に応え、8月11日、全米脚本家組合西海岸支部はストライキ・リストを発表したが、そこにはレノの名はなかった。
2008年、レノは『ザ・トゥナイト・ショー』からの収入を使わず、スタンダップコメディからの収入のみで生活していると語った。
2009年4月23日、非公表の病気により入院した。『ザ・トゥナイト・ショー』の司会者に就任して17年間で初めて4月23日と24日の2日連続での欠席となった。翌日24日金曜には退院し、4月27日月曜から通常の業務を再開。当初病名は明かされなかったが、後に『ピープル』誌に慢性的な過労だと語った。

#### マイケル・ジャクソン裁判
マイケル・ジャクソン裁判では、青少年虐待の罪で逮捕されていたマイケル・ジャクソンの弁護側証人として2005年5月24日に出廷。レノは子供の福祉事業にも積極的に関与していたため、原告少年とも繋がりが僅かながらあったためである。法廷でレノは5年前に原告の家族に付きまとわれそうになったと感じた事を証言した。この裁判では多くの有名人が出廷したが、レノは実際に裁判で発言した数少ない人間である。
この事件について証人であったレノはマイケルやこの事件をジョークとして喋らないように言い渡されたが、彼と番組の構成作家は上手く法律の抜け穴を探しこの事を話した。このようなNBCの裁判所の命令に対する挑戦が効いたのか、裁判所はレノにこの事件に関連しない事柄であればジョークを言っても良いと許可。その後の放送でレノのオープニング・トークは全てマイケル・ジャクソンのネタになった。

### コナン・オブライアンへの引き継ぎおよび『ザ・ジェイ・レノ・ショー』
ニールセン視聴率によると同時間帯の番組で『ザ・トゥナイト・ショー』の視聴率が常に最高であったため、『ザ・トゥナイト・ショー』の契約終了後に同時間帯に他の局でレノが番組を持つのではないかとみられていた。2009年5月29日でもって17年もの間務めた『ザ・トゥナイト・ショー』の司会を降板し、6月1日から『レイト・ナイト・ウィズ・コナン・オブライアン』の司会者のコナン・オブライエンが引き継いだ。最後の出演では「番組を始めた時、わたしの髪は黒かったが、大統領は白人だった」と自身の毛髪の色とアメリカ合衆国大統領に初の黒人であるバラク・オバマが就任したことを絡めたジョークを言った（ちなみにレノが同番組の司会に就任した当初の合衆国大統領はジョージ・H・W・ブッシュであった）。
2008年12月8日、契約終了後もNBCに残り、週5日東部標準時22:00(中部標準時23:00)から1時間の番組を持つことが発表された。この番組のフォーマットが『ザ・トゥナイト・ショー』と似ているだけでなく、同じスタジオで撮影され、多くのコーナーがそのまま引き継がれた。
2009年9月14日、レノの新しい番組『ザ・ジェイ・レノ・ショー』が放送開始した。Television Critics Association はこの番組には1から2人のセレブリティがゲスト出演し、時々音楽ゲストも出演することもあり、『ザ・トゥナイト・ショー』で人気のあった『ヘッドライン』のコーナーが番組終盤に放送されることが発表された。初回放送にはジェリー・サインフェルド、オプラ・ウィンフリー(衛星中継)がゲスト出演し、他に前日に行なわれたMTV Video Music Awards 2009で起こった騒動についてカニエ・ウェストが語った。

### 時間帯変更騒動と『ザ・トゥナイト・ショー』への復帰
この新しい番組編成により、レノもオブライアンも視聴率獲得に成功することができなかった。2010年1月7日、複数のメディアが、この時間帯にニュースを放送するローカル局からの圧力、およびレノとオブライアンの低い視聴率により、3月1日から放送時間を30分に短縮して23:35からに移動すると報じた。2月15日から26日までバンクーバーオリンピックの放送のため、NBCの夜の番組は全て改変せねばならなかった。これにより『ザ・トゥナイト・ショー』は番組史上初めて日付が変わった24:05から放送されることとなった。番組はスポーツによる遅延の可能性もあるため、NBCはペナルティ無しで時間を変更することができたのである。
1月10日、NBCは2月12日以降できるだけ早くレノの番組の時間を変更すると発表した。芸能ニュースサイトのTMZによると、オブライアンへの事前通告なく、NBCは『ザ・トゥナイト・ショー』を24:05分からの1時間番組にするか、さもなくばNBCを離脱する二択を迫った。1月12日、オブライアンは『ザ・トゥナイト・ショー』の開始時間を24:05にするのであればNBCを去ると声明を出し、「テレビ史上最も重要な番組だと私が思う『ザ・トゥナイト・ショー』を日付が変わってから放送することを他のコメディ番組に当てはめると、大きなダメージになるだろう。『ザ・トゥナイト・ショー』が24:05から放送されることは文字通り「今夜の番組」ではなくなるのだから」と語った。
1月21日、NBCはオブライアンと合意したと報じた。オブライアンは『ザ・トゥナイト・ショー』を降板することになったのである。オブライアンは3,300万ドルの違約金を受け、約200名の彼のスタッフは失職により1,200万ドルを受け取る契約になった。1月22日金曜日、『ザ・トゥナイト・ショー・ウィズ・コナン・オブライアン』は最終回を迎えた。バンクーバーオリンピック開催中の2010年3月1日、オブライアンが降板したことに伴い、レノが『ザ・トゥナイト・ショー』の司会に復帰した。約11カ月ぶりに『ザ・トゥナイト・ショー・ウィズ・ジェイ・レノ』が再開された。
2010年7月1日、『バラエティ』誌はレノの視聴者数が2009年の同時期の500万人に比べ、2010年夏季は400万人まで落ち込んだと報じた。この数字は1992年以降2番目に低いが、それでもこの時間帯の他局の放送に比べてトップのままであった。ちなみに2位はABCの『ナイトライン』(370万人)、3位はCBSの『レイト・ショー・ウィズ・デイヴィッド・レターマン』(330万人)であった。

### 『ザ・トゥナイト・ショー』降板
2013年4月3日、NBCは2014年春に『ザ・トゥナイト・ショー』からレノが降板し、後任にジミー・ファロンが就任すると発表した。
2014年2月6日、ゲストにビリー・クリスタル、音楽ゲストにガース・ブルックス、サプライズ・ゲストにジャック・ブラック、キム・カーダシアン、シェリル・クロウ、クリス・ポール、キャロル・バーネット、オプラ・ウィンフリーなどを迎え、『ザ・トゥナイト・ショー・ウィズ・ジェイ・レノ』最終回が放送された。

## 評判

### 批判
2010年に起きた『ザ・トゥナイト・ショー』放送時間帯変更騒動により、レノは厳しい批判や悪評に直面することとなった。2004年の『ザ・トゥナイト・ショー』でレノが紛争なしでオブライアンの就任はありえないと語ったことが批判された。レノはオブライアンがNBCを去ってライバル局に出演することを望まず、「今から5年後、オブライアンに司会を交代する時私は59歳になる。『ザ・トゥナイト・ショー』史上60代で司会を務めたのはただ1人、ジョニー・カーソンだけである。私は彼を越えられないということだろう」と語った。またレノは『ザ・トゥナイト・ショー』を王朝に例え、「引き継いだと思ったら次に引き継ぐ。争いたくはない」、最後には「コナン、君のことだ。5年後に会おう、仲間よ」と語った。
俳優でコメディアンのパットン・オズワルトはレノへの失望を口にしたセレブリティの1人で、「ただのアンチではなく、私を含めて今ジェイ・レノを嫌いなコメディアンは、我らの世代で最も素晴らしいコメディアンの1人に傷つけられ失望させられた。今は番組を見ないようにしている」と語った。ロージー・オドネルはオブライアンの熱心なサポーターで、レノの行為を「いじめ」と位置づけ、「低レベルで権力誇示のようなものだ」と語った。
レノの自伝『Leading with My Chin 』の共著者であるビル・ジームは『ロサンゼルス・タイムズ』紙に「レノがすべきことは、ただ前進することのみ。彼はこれまで築き上げた人気を全て失ってしまった。人々は今後これまでと違った目で見るだろう」と語った。

### 擁護
NBCスポーツ会長で『サタデー・ナイト・ライブ』の元プロデューサーのディック・イバソルは、今回の件でレノを嘲る人々に対抗し、彼らを「chicken-hearted and gutless (気が弱い臆病者)」と呼んだ。
NBCユニバーサルの元会長のジェフ・ガスパンもレノを擁護し「これは度を越えている。ジェイ・レノは完全にプロフェッショナルでテレビ界でも多忙な1人である。こんな目に遭わせるのは遺憾である」と語った。
コメディアン仲間のポール・レイザー、ジェリー・サインフェルド、ジム・ノートン、『ザ・トゥナイト・ショー』寄稿者のジム・ノートンもレノの擁護を明らかにした。
高まる批判に対しレノは、NBCがオブライアンは提案への合意を望んでおり、契約無しで司会を降板させることはあり得ないと断言したと語った。またレノはこれは「全てビジネス」であり、全ての決定権はNBCにあったと語った。1月28日の『オプラ・ウィンフリー・ショー』に出演し、自身の失墜したイメージを回復しようと試みた。

## プライベート
1980年、メイヴィス・レノと結婚し、双方の合意により子はいない。1993年、『ザ・トゥナイト・ショー』で司会を始めて数ヶ月後に母親が82歳で亡くなり、翌1994年、父親が84歳で亡くなった。2002年、ベトナム戦争退役軍人でイェール・ロー・スクール卒業の兄パトリックがガンの合併症で62歳で亡くなった。
彼の突出したしゃべりから、下顎前突症とされることもある。書籍『Leading with My Chin 』の中で彼は手術により顎を治すことができるかもしれないが、治療期間中しゃべらずにいられないだろうと記している。
レノはディスレクシアである。毎晩4～5時間しか睡眠をとらない。飲酒、喫煙、ギャンブルをしない。自由時間には車の展示会や自身の車庫で過ごすことが多い。
『ザ・トゥナイト・ショー』からの収入を使わず、スタンダップコメディでの収入で生活している。
毎年3,200万ドルの収入があるとみられている。

### チャリティ
2001年、アフガニスタンの性的差別で、タリバンのルールにより窮地に立たされている女性に教育を施すをなくすキャンペーンで、彼は妻と連名で10万ドルをFeminist Majority Foundation に寄付した。
2009年、レノにジャズ・クラブであるレニーズ・オン・ザ・ターンパイクでの仕事を与えたレニー・ソゴロフに敬意を表し、マサチューセッツ州セイラムにあるセイラム州立大学の奨学金に10万ドルを寄付した。
2012年8月、レノがオークションに出したFiat 500 が38万5千ドルで落札され、全額が退役負傷兵の復帰ための仮設住宅に役立てられた。

### Love Ride
1984年、筋ジストロフィー研究およびAutism Speaks のため開始し1,400万ドルを集めた自動車によるチャリティ・イベントに1985年からグランド・マーシャルとして参加している。なお、2001年にはアメリカ同時多発テロ事件の復興にも役立てられた。

### カーマニア
世界的なカーマニアとして知られ、デューセンバーグやブガッティなど往年の高級車のほか、蒸気自動車から最新型のフェラーリやランボルギーニなどのエキゾチックカーまで、多数のコレクションを所有していることでも知られる。また、ガスタービンエンジン搭載のオートバイ、MTT・タービン・スーパーバイクのオーナーとしても知られており、ディスカバリーチャンネルの番組などにも度々オーナーとして出演していた。近年ではカーマニアという視点で独自に自動車評論活動も展開している他、自身による様々な車の紹介を中心とした「ジェイレノガレージ」という番組も制作された。
レノは90台のバイクを含む約190台の車両を所有している。『Jay Leno's Garage (ジェイ・レノのガレージ)』というホームページを所有し、彼の車や彼が興味ある車の動画や写真を掲載している。コレクションの中にはドーブル蒸気自動車2台、ハワード・ヒューズが所有していたセダンやロードスターなどが含まれる。
『ポピュラーメカニクス』誌に定期的にコラムを執筆し、コレクションを披露したり、ジェット・エンジンのバイクや太陽光発電のハイブリッド・カーなどの特殊な車両や修復について様々な車両とトピックにしたアドバイスを行なっている。また『サンデー・タイムズ』紙に時々『Motormouth 』で最高級スポーツカーのレビューや車を題材にしたユーモラスな記事を執筆している。
1940年代後期のロサンゼルスを舞台にし、高い評価を受けたゲーム『L.A.ノワール』を開発したTeam Bondi は彼のコレクションを参考にした。レノはこの時代の車両を約100台所有しており、彼らは可能な限り正確に再現した。

### ジェイレノ・タンクカー
レノはブラストレーン・スペシャル、通称タンクカーを所持している。これは、ホットロッドビルダーのランディ・グラッブが、レノにホットロッドシャシーを売りに来たところ、たまたまM47パットン戦車のエンジンを持っていたレノは「ホットロッドシャシー＋戦車エンジン」という奇想天外な車を依頼し、その結果できた車である。エンジンはコンチネンタル・モータース製の空冷4ストロークV型12気筒コンチネンタル AV1790シリーズのガソリン仕様AV1790-5Bであり、最高出力810馬力、最高トルク2120ニュートンメートル、総排気量29361立方センチメートル、乾燥重量1トンという途方もないスペックを誇る。このエンジンに組み合わされるのは大型バスから流用した6速オートマチックトランスミッションであり、足回りもバスやトラックからの流用品である。
入手後、レノはホットロッドビルダーのゲイル・バンクスの協力を得て、エンジンの燃費向上を狙ってキャブレターから燃料噴射装置へと換装、ツインターボ化も行い最高出力と最高トルクは共に元の倍近い1600馬力、4100ニュートンメートルという化け物じみたスペックとなっているが狙い通り燃費は向上し倍近い距離を走れるようになったという（元はリッター当たり1キロ走れば良い方だったらしく、チューン後はリッター当たり2キロ程の燃費だという）。
また、タンクカーはPS2用ソフト『グランツーリスモ4』に収録された。
その他、PS3用ソフト『グランツーリスモ5』、『グランツーリスモ6』にも収録されている。
ちなみにこの車には後継モデルとでもいうべきブラストレーン・インディ・スペシャルが存在する。ロールス・ロイス ミーティアエンジンを搭載しボディは1950年代のインディ・カーをイメージしたという。